# Robert Anton Wilson
Robert Anton Wilson (născut Robert Edward Wilson), (n. 18 ianuarie 1932, Brooklyn, New York - d. 11 ianuarie 2007, Capitola, California) este autorul american a 33 de cărți influente. El a devenit, în diferite momente, romancier, filosof, psiholog, eseist, editor, dramaturg, futurist, libertarianși auto-intitulat mistic agnostic. Recunoscut ca un Episcopos, Papă și Sfânt al Discordianismului de către adepți.  

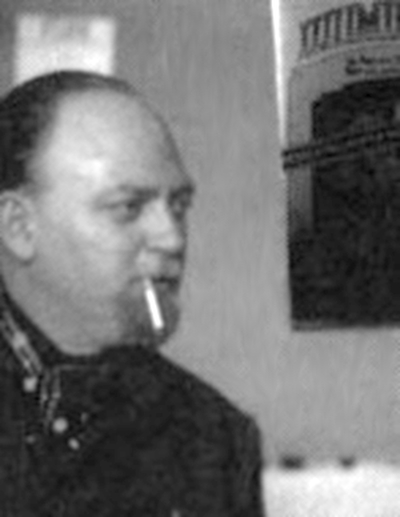

## Lucrările lui Robert Anton Wilson

#### Ficțiune
- The Sex Magicians (1973)

- The Illuminatus! Trilogy (1975) (cu Robert Shea)
  - The Eye in the Pyramid
  - The Golden Apple
  - Leviathan

- Schrödinger's Cat Trilogy (1979–1981)
  - The Universe Next Door
  - The Trick Top Hat
  - The Homing Pigeons

- Masks of the Illuminati (1981)

- The Historical Illuminatus Chronicles
  - The Earth Will Shake (1982)
  - The Widow's Son (1985)
  - Nature's God (1991)

#### Trilogia Autobiografică și Filozofică
- Cosmic Trigger
  - The Final Secret of the Illuminati (1977)
  - Down To Earth (1992)
  - My Life After Death (1995)

#### Scenarii
- Wilhelm Reich in Hell (1987)
- Reality Is What You Can Get Away With: an Illustrated Screenplay (1992; ediție revizuită, introducere nouă adăugată în—1996)
- The Walls Came Tumbling Down (1997)

#### Non-Ficțiune
- Playboy's Book of Forbidden Words (1972)
- Sex and Drugs: A Journey Beyond Limits (1973)
- The Book of the Breast (1974)
- Neuropolitics (1978) (cu Timothy Leary și George Koopman)
- The Game of Life (1979) (cu Timothy Leary)
- The Illuminati Papers (1980) colecție de eseuri și materiale noi
- Prometheus Rising (1983)
- Right Where You Are Sitting Now (1983) colecție de eseuri și materiale noi
- The New Inquisition (1986)
- Natural Law, or Don't Put a Rubber on Your Willy (1987)
- Coincidance (1988) eseuri și materiale noi. {ISBN 1561840041}
- Neuropolitique (1988) (cu Timothy Leary & George Koopman) revizuirea lucrării Neuropolitics
- Sex, Drugs and Magick: A Journey Beyond Limits (1988) revizuirea, cu o nouă introducere, a lucrării Sex and Drugs: A Journey Beyond Limits
- Ishtar Rising (1989)  revizuirea lucrării The Book of the Breast
- Quantum Psychology (1990)
- Everything Is Under Control (1998) (cu Miriam Joan Hill)
- TSOG: The Thing That Ate the Constitution (2002)
- email to the universe and other alterations of consciousness (2005) eseuri, material nou, și haiku

#### Editor
- Semiotext(e) SF (1989) (antologie, editor, cu Rudy Rucker și Peter Lamborn Wilson)
- Chaos and Beyond (1994) (editor și principalul autor)

### Discografie
- A Meeting with Robert Anton Wilson (ACE) casetă audio
- Religion for the Hell of It (ACE) casetă
- H.O.M.E.s on LaGrange (ACE) casetă
- The New Inquisition (ACE) casetă
- The H.E.A.D. Revolution (ACE) casetă și CD
- Prometheus Rising (ACE) casetă
- The Inner Frontier (with Timothy Leary) (ACE) casetă
- The Magickal Movement: Present & Future (cu Margot Adler, Isaac Bonewits & Selena Fox) (ACE) Panel Discussion - casetă
- Magick Changing the World, the World Changing Magick (ACE) Panel Discussion - casetă
- The Self in Transformation (ACE) Panel Discussion - casetă
- The Once & Future Legend (cu Ivan Stang, Robert Shea și alții) (ACE) Panel Discussion - casetă
- What IS the Conspiracy, Anyway?  (ACE) Panel Discussion - casetă
- The Chocolate-Biscuit Conspiracy album cu  The Golden Horde (formație) (1984)
- Twelve Eggs in a Basket CD
- Robert Anton Wilson On Finnegans Wake and Joseph Campbell (interviu de Faustin Bray și Brian Wallace) (1988) 2 CD Set Sound Photosynthesis ASIN: B000BJSF66
- Acceleration of Knowledge (1991) casetă
- Secrets of Power casetă, comedie
- Robert Anton Wilson Explains Everything: or Old Bob Exposes His Ignorance (30 iulie 2005) Sounds True ISBN 1591793750, ISBN 978-1591793755

### Filmografie

#### Actor
- Túneis da Realidade, Os (a.k.a. Who Is the Master Who Makes the Grass Green?) (1996) Edgar Pêra (Portugalia)
- Manual de Evasão (16 septembrie 1994) Edgar Pêra (Portugalia)

#### Scriitor
- Wilhelm Reich in Hell (2005) (Video) Deepleaf Productions

#### Apariții ca el însuși
- Children of the Revolution: Tune Back In (2005) Revolutionary Child Productions
- The Gospel According to Philip K. Dick (2001) TKO Productions
- 23 (1998) (23 - Nichts ist so wie es scheint) Claussen & Wöbke Filmproduktion GmbH (Germany)
- Arise! The SubGenius Video (1992) (V) (a.k.a. Arise! SubGenius Recruitment Film #16) The SubGenius Foundation (USA)
- Borders (1989) Co-Directions Inc. (documentar TV)
- Fear In The Night: Demons, Incest and UFOs (1993) Video - Trajectories
- Twelve Eggs in a Box: Myth, Ritual and the Jury System (1994) Video - Trajectories
- Everything Is Under Control: Robert Anton Wilson in Interview (1998) Video - Trajectories